# Хамхън
Хамхън (правопис по системата на Маккюн-Райшауер Hamhŭng) е вторият по големина град в Северна Корея с население от около 875 000 души. По време на Корейската война градът е бил напълно разрушен. Между 1955 и 1962 г. той е възстановен по източногерманска програма. Германците освен това са обучили голям брой севернокорейски инженери, архитекти и индустриални работници. В града има три университета и театър, който е най-големият в страната. Хамхън е най-важният индустриален и търговски център на страната.